# X세대
X세대(Generation X 또는 Gen X)는 베이비붐 세대와 이전 밀레니얼 세대를 잇는 인구통계 집단이다. 연구자와 대중 매체는 1960년대 중반을 출생 시작 연도로 사용하고 1970년대 후반을 출생 종료 연도로 사용하며, 일반적으로 이 세대는 1965년부터 1980년까지 태어난 사람들로 정의한다. 이 정의와 미국 인구 조사 데이터에 따르면 6,520만 명이 있다. 2019년 기준 미국 내 X세대는 백만 명이다. X세대 대부분은 침묵 세대와 초기 베이비붐 세대의 자녀이다. X세대는 밀레니얼 세대와 Z세대의 부모이기도 하다.
사회적 가치관이 변화하는 1970년대와 1980년대 어린 시절 X세대는 때때로 "래치키 세대"(latchkey generation)라고 불렸는데, 이는 어린 시절 학교에서 빈 집으로 돌아와 열쇠를 사용하여 들어가야 하는 데서 유래한다. 이는 현재 소위 자유방목 양육(아동의 자유를 우선시하는 양육), 이혼율 증가, 집 밖에서 보육기관과 보육지원이 널리 보급되기 전에 어머니의 노동 참여 증가로 인한 결과였다.
1980년대와 1990년대 청소년기와 청년기에 X세대는 MTV 세대(뮤직 비디오 채널에 대한 참조)로 불렸으며 때로는 게으르고 냉소적이며 불만이 있는 것이 특징이다. X세대 청소년에 대한 많은 문화적 영향 중 일부에는 X세대가 개발한 최신 형식 외에도 얼터너티브 록, 힙합 음악, 펑크, 포스트펑크, 레이브, 헤비 메탈 등 강력한 동질 집단 정체성을 지닌 음악 장르 (그런지, 그라인드코어 등) 확산을 주도했다. 프랜차이즈 메가 속편의 탄생과  개인 비디오 장치로 가능했던 독립영화 제작 확산으로 영화 또한 주목할만한 문화적 영향을 미쳤다. 오락실과 서양 가정의 기기를 통한 비디오 게임 역시 처음으로 청소년 오락의 주요 부분이 되었다. 정치적으로 많은 동구권 국가에서 X세대는 청년 시절 공산주의의 마지막 시대와 자본주의로 전환을 경험했다. 대부분 서구 세계에서 보수주의와 자유 시장 경제가 지배하는 시대로 정의한다.
연구에 따르면 21세기 초 중년의 X세대는 활동적이고 행복하며 일과 삶의 균형을 이루고 산다고 한다. 이 집단은 또한 기업가적이고 직장에서 생산적 활동에 집중한다는 연구결과가 있다.

## 용어
X세대라는 용어 초기 사용은 소외된 청소년을 묘사하며 나타났다. 1950년대 초, 헝가리 사진작가 로버트 카파(Robert Capa)는 제2차 세계 대전 직후 성장한 젊은 남성과 여성에 관한 사진 에세이의 제목으로 X세대를 처음 사용했다. 이 용어는 카파의 포토 에세이 출간을 알리는 홀리데이(Holiday) 잡지의 1952년 12월호에 처음으로 인쇄되었다. 1976년부터 1981년까지 영국 음악가 빌리 아이돌은 자신의 펑크 록 밴드 이름으로 이 별칭(제네레이션 엑스)을 사용했다.
현재 미국과 일반적으로 X세대는 1965년부터 1985년까지 태어난 세대를 칭하는 용어로 주로 사용한다. X라는 명칭은 그 이전 세대의 성향이나 구상요인으로 설명하기 어려운 세대였고 새로운 용어정의가 필요한 세대 의미를 지녔다. 
대한민국에서 X세대는 1990년대 정치세력으로 등장했던 386세대와 겹치는 부분이 있다. 386세대는 1990년대 나이가 30대이며 1980년대 대학 입학학번, 1960년대생으로 1980년대 민주화 운동을 지지했던 새로운 대한민국에만 존재했던 새로운 세대였다. 대한민국에서 X세대는 386세대와 일부 겹친다. 이런 특성으로 대한미국에서는 흔히 1990년대 나이가 20대였던 세대와 1990년까지 태어난 이들을 통칭한다.

## 같이 보기
- 베이비붐 세대
- 밀레니얼 세대
- Z세대